# Trentepohlia flavella
Trentepohlia flavella är en tvåvingeart som beskrevs av Alexander 1921. Trentepohlia flavella ingår i släktet Trentepohlia och familjen småharkrankar. Inga underarter finns listade i Catalogue of Life.